# David Anderson (aviron)
Pour les articles homonymes, voir Anderson et David Anderson.
David Anderson, né le 8 avril 1932, est un rameur d'aviron australien.

## Carrière
David Anderson a participé aux Jeux olympiques de 1952 à Helsinki. Il a remporté la médaille de bronze  avec le huit australien composé de Ernest Chapman, Nimrod Greenwood, Mervyn Finlay, Edward Pain, Phil Cayser, Tom Chessell, Bob Tinning et Geoff Williamson.